# Élections municipales de 2026 dans l'Yonne
Pour un article plus général, voir Élections municipales françaises de 2026.
Les élections municipales dans l'Yonne sont prévues en mars 2026. Cette page ne traite que les communes de 2 500 habitants et plus dans l'Yonne.

## Résultats à l'échelle du département

### Maires sortants et maires élus
| Commune                   | Population (en 2022) | Maire sortant(e)                  | Parti | Parti | Maire élu(e) | Parti | Parti |
| ------------------------- | -------------------- | --------------------------------- | ----- | ----- | ------------ | ----- | ----- |
| Appoigny                  | 3 133                | Magloire Siopathis                |       | HOR   |              |       |       |
| Auxerre                   | 35 236               | Crescent Marault                  |       | HOR   |              |       |       |
| Avallon                   | 6 346                | Jamilah Habsaoui                  |       | DVG   |              |       |       |
| Brienon-sur-Armançon      | 3 060                | Jean-Claude Carra                 |       | DVD   |              |       |       |
| Charny Orée de Puisaye    | 4 854                | Élodie Ménard                     |       | SE    |              |       |       |
| Joigny                    | 9 055                | Nicolas Soret                     |       | PS    |              |       |       |
| Migennes                  | 6 878                | François Boucher                  |       | LR    |              |       |       |
| Monéteau                  | 4 113                | Arminda Guiblain                  |       | DVD   |              |       |       |
| Montholon                 | 2 730                | Fernando Dias Goncalves           |       | SE    |              |       |       |
| Paron                     | 4 855                | Jean-Luc Givord                   |       | LR    |              |       |       |
| Pont-sur-Yonne            | 3 357                | Philippe Léonard                  |       | DVD   |              |       |       |
| Saint-Clément             | 2 813                | Gilles Pirman                     |       | LR    |              |       |       |
| Saint-Florentin           | 4 230                | Yves Delot                        |       | LR    |              |       |       |
| Saint-Georges-sur-Baulche | 3 176                | Christiane Lepeire                |       | SE    |              |       |       |
| Sens                      | 27 275               | Paul-Antoine Gauthier de Carville |       | LR    |              |       |       |
| Tonnerre                  | 4 268                | Cédric Clech                      |       | DVG   |              |       |       |
| Toucy                     | 2 562                | Michel Kotovtchikhine             |       | DVD   |              |       |       |
| Villeneuve-la-Guyard      | 3 470                | Dominique Bourreau                |       | PS    |              |       |       |
| Villeneuve-sur-Yonne      | 5 130                | Nadège Naze                       |       | SE    |              |       |       |

### Résultats en nombre de maires
| Partis       | Partis           | Maires sortants | Maires élus | Évolution |
| ------------ | ---------------- | --------------- | ----------- | --------- |
|              | Les Républicains | 5               |             |           |
|              | Divers droite    | 4               |             |           |
| Total droite | Total droite     | 9               |             |           |
|              | Divers gauche    | 2               |             |           |
|              | Parti socialiste | 2               |             |           |
| Total gauche | Total gauche     | 4               |             |           |
|              | Horizons         | 2               |             |           |
| Total centre | Total centre     | 2               |             |           |
|              | Sans étiquette   | 4               |             |           |
| Total        | Total            | 19              | 19          | -         |

## Résultats dans les communes de plus de 2 500 habitants

### Appoigny
- Maire sortant : Magloire Siopathis (HOR)
- 23 sièges à pourvoir au conseil municipal (population légale 2022 : 3 133 habitants)
- 2 sièges à pourvoir au conseil communautaire (CA de l'Auxerrois)

| Tête de liste | Tête de liste | Parti(s) | Nuance | Premier tour | Premier tour | Second tour | Second tour | Sièges | Sièges |
| Tête de liste | Tête de liste | Parti(s) | Nuance | Voix         | %            | Voix        | %           | CM     | CC     |
| ------------- | ------------- | -------- | ------ | ------------ | ------------ | ----------- | ----------- | ------ | ------ |

### Auxerre
- Maire sortant : Crescent Marault (HOR)
- 39 sièges à pourvoir au conseil municipal (population légale 2022 : 35 236 habitants)
- 31 sièges à pourvoir au conseil communautaire (CA de l'Auxerrois)

| Tête de liste | Tête de liste | Parti(s) | Nuance | Premier tour | Premier tour | Second tour | Second tour | Sièges | Sièges |
| Tête de liste | Tête de liste | Parti(s) | Nuance | Voix         | %            | Voix        | %           | CM     | CC     |
| ------------- | ------------- | -------- | ------ | ------------ | ------------ | ----------- | ----------- | ------ | ------ |

### Avallon
- Maire sortante : Jamilah Habsaoui (DVG)
- 29 sièges à pourvoir au conseil municipal (population légale 2022 : 6 346 habitants)
- 21 sièges à pourvoir au conseil communautaire (CC Avallon - Vézelay - Morvan)

| Tête de liste | Tête de liste | Parti(s) | Nuance | Premier tour | Premier tour | Second tour | Second tour | Sièges | Sièges |
| Tête de liste | Tête de liste | Parti(s) | Nuance | Voix         | %            | Voix        | %           | CM     | CC     |
| ------------- | ------------- | -------- | ------ | ------------ | ------------ | ----------- | ----------- | ------ | ------ |

### Brienon-sur-Armançon
- Maire sortant : Jean-Claude Carra (DVD)
- 23 sièges à pourvoir au conseil municipal (population légale 2022 : 3 060 habitants)
- 6 sièges à pourvoir au conseil communautaire (CC Serein et Armance)

| Tête de liste | Tête de liste | Parti(s) | Nuance | Premier tour | Premier tour | Second tour | Second tour | Sièges | Sièges |
| Tête de liste | Tête de liste | Parti(s) | Nuance | Voix         | %            | Voix        | %           | CM     | CC     |
| ------------- | ------------- | -------- | ------ | ------------ | ------------ | ----------- | ----------- | ------ | ------ |

### Charny Orée de Puisaye
- Maire sortante : Élodie Ménard (SE)
- 55 sièges à pourvoir au conseil municipal (population légale 2022 : 4 854 habitants)
- 10 sièges à pourvoir au conseil communautaire (CC de Puisaye-Porterre)

| Tête de liste | Tête de liste | Parti(s) | Nuance | Premier tour | Premier tour | Second tour | Second tour | Sièges | Sièges |
| Tête de liste | Tête de liste | Parti(s) | Nuance | Voix         | %            | Voix        | %           | CM     | CC     |
| ------------- | ------------- | -------- | ------ | ------------ | ------------ | ----------- | ----------- | ------ | ------ |

### Joigny
- Maire sortant : Nicolas Soret (PS)
- 29 sièges à pourvoir au conseil municipal (population légale 2022 : 9 055 habitants)
- 19 sièges à pourvoir au conseil communautaire (CC du Jovinien)

| Tête de liste | Tête de liste | Parti(s) | Nuance | Premier tour | Premier tour | Second tour | Second tour | Sièges | Sièges |
| Tête de liste | Tête de liste | Parti(s) | Nuance | Voix         | %            | Voix        | %           | CM     | CC     |
| ------------- | ------------- | -------- | ------ | ------------ | ------------ | ----------- | ----------- | ------ | ------ |

### Migennes
- Maire sortant : François Boucher (LR)
- 29 sièges à pourvoir au conseil municipal (population légale 2022 : 6 878 habitants)
- 13 sièges à pourvoir au conseil communautaire (CC de l'Agglomération migennoise)

| Tête de liste | Tête de liste | Parti(s) | Nuance | Premier tour | Premier tour | Second tour | Second tour | Sièges | Sièges |
| Tête de liste | Tête de liste | Parti(s) | Nuance | Voix         | %            | Voix        | %           | CM     | CC     |
| ------------- | ------------- | -------- | ------ | ------------ | ------------ | ----------- | ----------- | ------ | ------ |

### Monéteau
- Maire sortante : Arminda Guiblain (DVD)
- 27 sièges à pourvoir au conseil municipal (population légale 2022 : 4 113 habitants)
- 3 sièges à pourvoir au conseil communautaire (CA de l'Auxerrois)

| Tête de liste | Tête de liste | Parti(s) | Nuance | Premier tour | Premier tour | Second tour | Second tour | Sièges | Sièges |
| Tête de liste | Tête de liste | Parti(s) | Nuance | Voix         | %            | Voix        | %           | CM     | CC     |
| ------------- | ------------- | -------- | ------ | ------------ | ------------ | ----------- | ----------- | ------ | ------ |

### Montholon
- Maire sortant : Fernando Dias Goncalves (SE)
- 27 sièges à pourvoir au conseil municipal (population légale 2022 : 2 730 habitants)
- 8 sièges à pourvoir au conseil communautaire (CC de l'Aillantais)

| Tête de liste | Tête de liste | Parti(s) | Nuance | Premier tour | Premier tour | Second tour | Second tour | Sièges | Sièges |
| Tête de liste | Tête de liste | Parti(s) | Nuance | Voix         | %            | Voix        | %           | CM     | CC     |
| ------------- | ------------- | -------- | ------ | ------------ | ------------ | ----------- | ----------- | ------ | ------ |

### Paron
- Maire sortant : Jean-Luc Givord (LR)
- 27 sièges à pourvoir au conseil municipal (population légale 2022 : 4 855 habitants)
- 4 sièges à pourvoir au conseil communautaire (CA du Grand Sénonais)

| Tête de liste | Tête de liste | Parti(s) | Nuance | Premier tour | Premier tour | Second tour | Second tour | Sièges | Sièges |
| Tête de liste | Tête de liste | Parti(s) | Nuance | Voix         | %            | Voix        | %           | CM     | CC     |
| ------------- | ------------- | -------- | ------ | ------------ | ------------ | ----------- | ----------- | ------ | ------ |

### Pont-sur-Yonne
- Maire sortant : Philippe Léonard (DVD)
- 23 sièges à pourvoir au conseil municipal (population légale 2022 : 3 357 habitants)
- 4 sièges à pourvoir au conseil communautaire (CC Yonne Nord)

| Tête de liste | Tête de liste | Parti(s) | Nuance | Premier tour | Premier tour | Second tour | Second tour | Sièges | Sièges |
| Tête de liste | Tête de liste | Parti(s) | Nuance | Voix         | %            | Voix        | %           | CM     | CC     |
| ------------- | ------------- | -------- | ------ | ------------ | ------------ | ----------- | ----------- | ------ | ------ |

### Saint-Clément
- Maire sortant : Gilles Pirman (LR)
- 23 sièges à pourvoir au conseil municipal (population légale 2022 : 2 813 habitants)
- 2 sièges à pourvoir au conseil communautaire (CA du Grand Sénonais)

| Tête de liste | Tête de liste | Parti(s) | Nuance | Premier tour | Premier tour | Second tour | Second tour | Sièges | Sièges |
| Tête de liste | Tête de liste | Parti(s) | Nuance | Voix         | %            | Voix        | %           | CM     | CC     |
| ------------- | ------------- | -------- | ------ | ------------ | ------------ | ----------- | ----------- | ------ | ------ |

### Saint-Florentin
- Maire sortant : Yves Delot (LR)
- 27 sièges à pourvoir au conseil municipal (population légale 2022 : 4 230 habitants)
- 9 sièges à pourvoir au conseil communautaire (CC Serein et Armance)

| Tête de liste | Tête de liste | Parti(s) | Nuance | Premier tour | Premier tour | Second tour | Second tour | Sièges | Sièges |
| Tête de liste | Tête de liste | Parti(s) | Nuance | Voix         | %            | Voix        | %           | CM     | CC     |
| ------------- | ------------- | -------- | ------ | ------------ | ------------ | ----------- | ----------- | ------ | ------ |

### Saint-Georges-sur-Baulche
- Maire sortante : Christiane Lepeire (SE)
- 23 sièges à pourvoir au conseil municipal (population légale 2022 : 3 176 habitants)
- 2 sièges à pourvoir au conseil communautaire (CA de l'Auxerrois)

| Tête de liste | Tête de liste | Parti(s) | Nuance | Premier tour | Premier tour | Second tour | Second tour | Sièges | Sièges |
| Tête de liste | Tête de liste | Parti(s) | Nuance | Voix         | %            | Voix        | %           | CM     | CC     |
| ------------- | ------------- | -------- | ------ | ------------ | ------------ | ----------- | ----------- | ------ | ------ |

### Sens
- Maire sortant : Paul-Antoine Gauthier de Carville (LR)
- 35 sièges à pourvoir au conseil municipal (population légale 2022 : 27 275 habitants)
- 26 sièges à pourvoir au conseil communautaire (CA du Grand Sénonais)

| Tête de liste | Tête de liste | Parti(s) | Nuance | Premier tour | Premier tour | Second tour | Second tour | Sièges | Sièges |
| Tête de liste | Tête de liste | Parti(s) | Nuance | Voix         | %            | Voix        | %           | CM     | CC     |
| ------------- | ------------- | -------- | ------ | ------------ | ------------ | ----------- | ----------- | ------ | ------ |

### Tonnerre
- Maire sortant : Cédric Clech (DVG)
- 27 sièges à pourvoir au conseil municipal (population légale 2022 : 4 268 habitants)
- 16 sièges à pourvoir au conseil communautaire (CC le Tonnerrois en Bourgogne)

| Tête de liste | Tête de liste | Parti(s) | Nuance | Premier tour | Premier tour | Second tour | Second tour | Sièges | Sièges |
| Tête de liste | Tête de liste | Parti(s) | Nuance | Voix         | %            | Voix        | %           | CM     | CC     |
| ------------- | ------------- | -------- | ------ | ------------ | ------------ | ----------- | ----------- | ------ | ------ |

### Toucy
- Maire sortant : Michel Kotovtchikhine (DVD)
- 23 sièges à pourvoir au conseil municipal (population légale 2022 : 2 562 habitants)
- 5 sièges à pourvoir au conseil communautaire (CC de Puisaye-Forterre)

| Tête de liste | Tête de liste | Parti(s) | Nuance | Premier tour | Premier tour | Second tour | Second tour | Sièges | Sièges |
| Tête de liste | Tête de liste | Parti(s) | Nuance | Voix         | %            | Voix        | %           | CM     | CC     |
| ------------- | ------------- | -------- | ------ | ------------ | ------------ | ----------- | ----------- | ------ | ------ |

### Villeneuve-la-Guyard
- Maire sortant : Dominique Bourreau (PS)
- 23 sièges à pourvoir au conseil municipal (population légale 2022 : 3 470 habitants)
- 4 sièges à pourvoir au conseil communautaire (CC Yonne Nord)

| Tête de liste | Tête de liste | Parti(s) | Nuance | Premier tour | Premier tour | Second tour | Second tour | Sièges | Sièges |
| Tête de liste | Tête de liste | Parti(s) | Nuance | Voix         | %            | Voix        | %           | CM     | CC     |
| ------------- | ------------- | -------- | ------ | ------------ | ------------ | ----------- | ----------- | ------ | ------ |

### Villeneuve-sur-Yonne
- Maire sortante : Nadège Naze (SE)
- 29 sièges à pourvoir au conseil municipal (population légale 2022 : 5 130 habitants)
- 5 sièges à pourvoir au conseil communautaire (CA du Grand Sénonais)

| Tête de liste | Tête de liste | Parti(s) | Nuance | Premier tour | Premier tour | Second tour | Second tour | Sièges | Sièges |
| Tête de liste | Tête de liste | Parti(s) | Nuance | Voix         | %            | Voix        | %           | CM     | CC     |
| ------------- | ------------- | -------- | ------ | ------------ | ------------ | ----------- | ----------- | ------ | ------ |